# RTFM
RTFM е израз Read The Fucking Manual, което се превежда буквално „Прочети шибаното упътване“. Този израз често се дава като отговор на въпрос, който може лесно да бъде отговорен при прочитане на съответното упътване и често представлява намек, че питащият губи времето на събеседника си.
За да се избегне употребата на думата „fucking“ понякога се използват и варианти, където F може да означава „Freaking“, „Flaming“, „Full“, „Fine“, „Friendly“, „Fabulous“, „Fascinating“ или др.
Изходният вариант на разшифроване може да има много значения:
- Read The Friendly Manual
- Realtime Traffic Flow Measurement (Internet RFCs 2720 – 2724)
- Read The Freaking Manual
- Read The Flaming Manual
- Read The Fine Manual
- Read The Fantastic Manual
- Read The Forgotten Manual
- Read The FAQ 'n Manual
- Read The Flipping Manual и други [1]

Използва се също и друг сходен израз: 

RTFW – абревиатура, означаваща на английски: „Read The Fucking Wiki“ – Чети шибаното уики. 
Представлява „подсещащ“ отговор на въпрос, на който може да се отговори след като се прочете общоизвестна документация. Подразбира се, че питащият „вече“ трябва да има определена квалификация и да знае отговора на задавания въпрос (или че питащият дори не е помислил да потърси отговор). Подсказва се на питащия сам да потърси отговор на зададения въпрос за да не спами по форума.
Други съкращения с подобен смисъл: 

- FIOTI („Find It On The Internet“)
- GIYF („Google Is Your Friend“)
- JFGI („Just Fucking Google It“)
- LMGTFY („Let Me Google That For You“)
- RTFA („Read The Fucking Article“)
- RTFC („Read The Fucking Code“, или „Reboot The Fucking Computer“)
- RTFE („Read The Fucking Email“)
- RTFN („Read The Fucking News“)
- RTFQ („Read The Fucking Question“)
- RTFS („Read The Fucking Source“)
- RTFSC („Read The Fucking Source Code“)
- STFG („Search The Fucking Google“ или „Search The Fantastic Google“)
- UTFH („Use The Fucking Help“)
- UTSL („Use The Source Luke“ – алтернативно на RTFS)
- WIDGI („When In Doubt Google It“ – или понякога 'WIDGIT')

## Критика
Съществува мнение, че честото използване на подобни „отговори“ е нежелателно, защото не способства добрата и ефективна комуникация – единственото им предназначение е да подсетят питащия, че сам може да намери отговор на зададения въпрос. Това би могло да се разглежда като израз на елитаризъм, който отблъсква новаците, без реално да им помага. По-целесъобразно би било усилията да се насочват към обогатяване на списъка с често задавани въпроси, да се посочват разясняващи линкове, или, най-малкото, въобще да не се отговаря (вместо да се отговаря по начин, който може да засегне питащия). В частност, на специална критика са подложени различните проекти с отворен код, където не рядко липсва достатъчна „приятелска подкрепа за новодошлите“, което лесно отблъсква неопитните, макар и добронамерени потребители. Понякога повод за критика е липсата въобще или неяснотата къде да бъдат намерени помощните материали, към които се предполага, че трябва да се насочи питащият.

## Контра-критика
Според хакери, в определени ситуации „RTFM“ е всъщност най-добрият съвет, който един начинаещ хакер може да получи. Според тази теза, хакерството е изкуство в динамично развиваща се среда, което изисква независимост и постоянство от страна на хакера. В този смисъл „RTFM“ е дори повече принципен съвет в дългосрочен план, отколкото отговор на конкретен въпрос. Все пак тези аргументи нямат същата валидност за не-хакери, каквито са повечето потребители. Именно по тази причина някои експерти препоръчват разработването на определени типове софтуер по такъв начин, че нуждата от ръководство въобще да бъде елиминирана. Както се посочва, потребителите често въобще не обръщат внимание на ръководствата.